# Boszorkányszombat (film)
A Boszorkányszombat 1983-ban bemutatott, színes magyar mesefilm. Rendezője Rózsa János, főbb szereplői Udvaros Dorottya és Eszenyi Enikő voltak.

## Cselekmény
Közeleg Csipkerózsika ébredésének napja a száz éves álmából, ennek örömére a gonosz mostoha összejövetelt hirdet meg a kacsalábon forgó várába, ahová erre az alkalomra meghívja a mesék összes szereplőjét és ráadásként a mesék két atyját, a Grimm testvéreket is. A bálon a mostoha kihirdeti a teljes békét, ám valójában hatalomátvételre készül a mesei Rosszakkal. Különféle ármányok segítségével, és olykor az erőszaktól sem visszariadva hozzálátnak a mesék megváltoztatásához, hogy azokban végül a Rosszak győzzenek. A Jókat a pincébe gyűjtik össze, ám ott azok össze tudnak fogni, és segítségért küldenek. Felmentőik a világ minden tájáról összesereglő gyerekek lesznek, akik végül kiszabadítják a rabokat és gondoskodnak arról, hogy a mesék pedig ugyanolyanok maradjanak, mint addig.

## Közreműködők

### Szereplők
- Páger Antal – aggastyán
- Kamondy Imre – unoka
- Koltai Róbert – Jacob Grimm
- Papp Zoltán – Wilhelm Grimm
- Udvaros Dorottya – gonosz mostoha
- Ivancsics Ilona – Hófehérke
- Puskás Tamás – herceg
- Eszenyi Enikő – Csipkerózsika / Fekete Csipkerózsika
- Kaszás Attila – Királyfi
- Gera Zoltán – Király
- Kárpáti Denise – Királyné
- Hunyadkürti István – Álkirály
- Köllő Miklós – Farkas
- Helyey László – Óriás
- Mikó István – Falánk király
- Pauer Henrik – Ál-királyfi
- Csányi Balázs – Törpe
- Fejes Attila – Törpe
- Igaz Gábor – Törpe
- Molnár Ferenc – Törpe
- Nagy Csaba – Törpe
- Tóth Csaba – Törpe
- Tóth Miklós – Törpe
- Bojti Judit – Ál-királyné
- Détár Vera – Piroska
- Patkós Irma – Nagymama
- Horváth László – Vadász
- Papp Tibor – Jancsi
- Jászi Orsolya – Juliska
- Gaál Erzsébet – Vasorrú bába
- Lajtai Katalin – Hamupipőke
- Versényi Ida – Mostohaanya
- Lovadi Ildikó – Mostohatestvér
- Kocsis Ágnes – Mostohatestvér
- Salinger Gábor – Herceg
- Müller Ervin – ólomkatona
- Szoboszlay Csilla – Papírtáncosnõ
- Babarczy Eszter – Borsószem királykisasszony
- Kenyeres László – Malacka
- Szani János – Szegényember fia
- Paulik György – ördögfióka
- Gyulai Csaba – ördögfióka
- Alpek Virág – Piros szemű kislány
- Marton Kati – Sunyi boszorkány
- Bartucz Tamás – a gyereksereg vezetője
- Dánffy Sándor
- Eckschmiedt Tamás
- Engel Krisztina
- Fenyõ Ervin
- Kovács Attila
- Kovács Csaba
- Kovács Zsolt
- Kugler Nóra
- Leisen Antal
- Micsinai Krisztina
- Molnár István
- Pintér Tamás
- Rinyu Andrea
- Szabó Ferenc
- Szabó Zsuzsa
- Szilágyi István
- Valló Gábor
- Velkov András
- Wierdl Zsuzsa

### Alkotók
- Rendező: Rózsa János
- Forgatókönyvíró: Kardos István
- Zeneszerző: Tamássy Zdenkó
- Operatőr: Kende János
- Díszlettervező: Pauer Gyula
- Dramaturg: Vámos Miklós
- Jelmeztervező: Pauer Gyula
- Vágó: Csákány Zsuzsa

## Kritikák, ismertetések a filmről
- (baló): Rózsa János új filmje: Boszorkányszombat Film Színház Muzsika, 27. évfolyam, 17. szám, 1983. április 23., 15. oldal; online hozzáférés: 2025. február 7.
- Urbán Mária: Boszorkányszombat Kritika, 13. évfolyam, 5. szám, 1984., 30. oldal; online hozzáférés: 2025. február 7.
- Oravecz Imre: Reformkísérlet Meseországban Élet és Irodalom, 28. évfolyam, 13. szám, 1984. március 30., 12. oldal; online hozzáférés: 2025. február 7.
- Eszéki Erzsébet: Boszorkányszombat Magyar Ifjúság, 28. évfolyam, 14. szám, 1984. április 6., 5. oldal; online hozzáférés: 2025. február 7.
- K. M.: Magyar bemutatók – Boszorkányszombat Film Színház Muzsika, 28. évfolyam, 17. szám, 1984. április 7., 11. oldal; online hozzáférés: 2025. február 7.